# Ryttaren (opera)

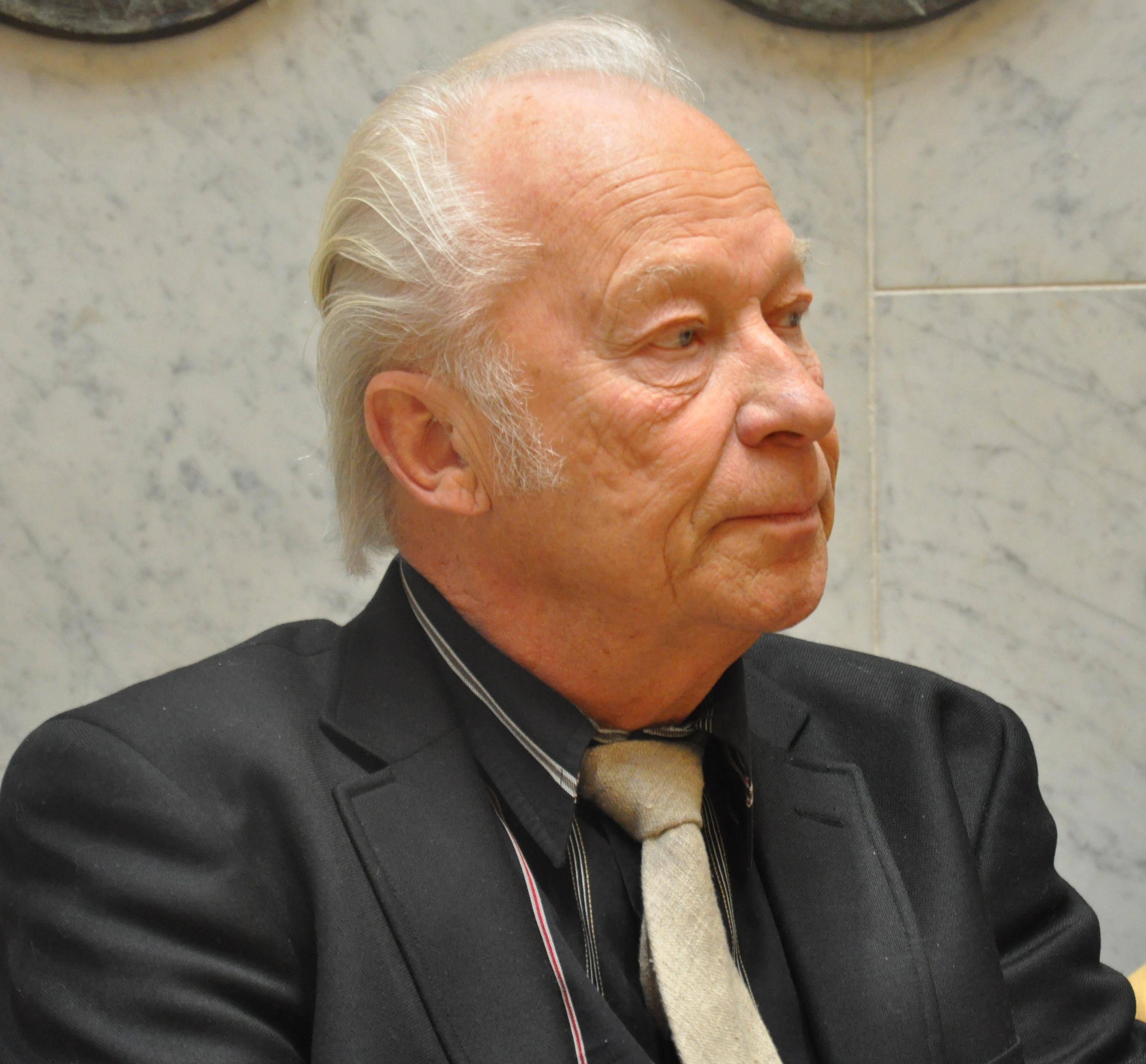
Aulis Sallinen

Ryttaren (finska: Ratsumies) är en finsk opera i tre akter med musik av Aulis Sallinen och libretto av Paavo Haavikko. Enligt skribenten George Loomis i The New York Times är verket "vida berömvärt när det gäller att påskynda vågen av finska operor".

## Historia
Ryttaren skrevs för 500-årsjubileet av uppförandet av Olofsborg platsen för Nyslotts operafestival i Finland. Haavikko skrev ett drömlikt, symbolistiskt libretto om Finlands historiska öde mellan två grannstater; i nära 700 år (1157-1809) tillhörde landet Sverige och från 1809 till 1917 var det en del av det ryska riket. Verket var Sallinens första opera och lade grunden för hans internationella berömmelse. 
Den hade premiär den 17 juli 1975 på Nyslotts operafestival. En recensent vid premiären beskrev verket som en "tidlös liknelse om ett land  grundat och härjat mellan två mäktiga grannar" (Sverige och Ryssland) och som skildrar hur "enskilda individers lidande berättar om ett nedtryckt lands långvariga lidanden".
Svensk premiär den 15 juli 1991 på Ystadoperan. Sallinens musik beskrivs som "omedelbar och spännande tillgängligt... med kraftfull dramatisk känsla."
1978 tilldelades operan Nordiska rådets musikpris.

## Uppförandehistorik
Operan hade premiär den 17 juli 1975 på Nyslotts operafestival. Den uppfördes också istället för den annonserade premiären av Boris Godunov den 24 juli samma säsong då Martti Talvela (som skulle ha sjungit rollen som Boris) var förhindrad på grund av en skadad fot; sångare och tekniker, icke nåbara via telefon, hämtades under dagen i närheten. Dirigenten flögs in med sjöplan från Helsingfors skärgård för ett sista-minuten uppdrag.
Operan fick nypremiär vid 2005 års festival med Juha Uusitalo som Antti och Johanna Rusanen som Anna, dirigerad av Ari Rasilainen i en ny uppsättning regisserad av Vilppu Kiljunen.
En live-inspelning från premiären släpptes på LP av Finlandia Records 1979 och senare utgiven på CD av samma märke.
Ryttaren sattes upp på Bolsjojteatern i Moskva 2006 i ett gästspel av Nyslotts operafestival.

## Personer
| Roller            | Stämma  | Rollbesättning vid premiären den 17 juli 1975 Dirigent: Ulf Söderblom |
| ----------------- | ------- | --------------------------------------------------------------------- |
| Antti (Ryttaren)  | Bas     | Matti Salminen                                                        |
| Anna, hans hustru | Sopran  | Taru Valjakka                                                         |
| Köpmannen         | Tenor   | Eero Erkkilä                                                          |
| Hans hustru       | Sopran  | Anita Välkki                                                          |
| Väktaren          | Baryton | Usko Viitanen                                                         |
| Matti Puykkanen   | Bas     | Heikki Toivanen                                                       |
| En kvinna         | Sopran  | Tuula Nieminen                                                        |
| Domaren           | Bas     | Martti Wallén                                                         |

## Handling

### Akt 1
Historien tar sin början under påsktiden i 1500-talets Ryssland där Anna och hennes make Antti hålls som livegna i ett köpmanshus i Novgorod. Anna förför köpmannen men hans fru kommer på dem och förödmjukar Antti; hon insisterar sedan på att köpmannen ska döda Antti och Anna. Antti binder köpmannen och hans fru och sätter eld på deras hus. Medan han dör förutspå köpmannen Anttis egen död.

### Akt 2
Antti och Anna flyr till Finland. Genom hela akten hörs en serie av anklagelser i en rättssal på slottet Olofsborg. Den första anklagade är Anna som åtalas för att ha grävt ned sitt barn i skogen som hon fått med en okänd man. Anna säger att hon är änka efter en man som kommer till henne i hennes drömmar. Antti uppträder förklädd till en gammal man för att styrka bevisen kring Annas döde make. Ryttaren vitnar om natten i Novgorod. I slutet av akten flyr alla fångar.

### Akt 3
Anna och Antti bor i tjuvskytten Matti Puikkanen skjul. Folk kommer med planer på att anfalla det kungliga slottet. De ber Antti att leda armén då han har erfarenhet av krig. Han går med på detta. Kvinnorna försöker övertala vakterna att öppna slottsportarna men den kungliga armén har i hemlighet följt planerna börjar skjuta på rebellerna. Antti och hans män dödas; Anna sjunger en sorgesång över sin döde make.